# Anne Lolk Thomsen
Anne Lolk Thomsen (* 15. Mai 1983 in Svendborg) ist eine dänische Ruderin. Sie gehört dem Danske Studenters Roklub aus Kopenhagen an und nahm für Dänemark 2012 und 2016 jeweils gemeinsam mit Juliane Rasmussen an den Olympischen Sommerspielen teil.

## Karriere
Bevor Thomsen an Ruder-Wettbewerben teilnahm, errang sie bereit erste Medaillen im Kanu-Marathon. Im Kajak-Zweier holte sie bei Weltmeisterschaften insgesamt viermal Gold und je einmal Silber und Bronze. Daneben holte sie bei Kanurennsport-Europameisterschaften in der Distanz über 1000 Meter Silber und Bronze.
Im Jahr 2010 startet sie erstmals bei einer Austragung des Ruder-Weltcups. Beim dritten World Rowing Cup im Jahr 2010, der in Luzern ausgetragen wurde, startete sie im Leichtgewichts-Einer und erreichte das C-Finale, in dem sie sich mit dem sechsten und letzten Platz zufriedengeben musste. Insgesamt belegte sie den 18. Platz.
Ab dem darauffolgenden Jahr bildete sie gemeinsam mit Juliane Rasmussen ein Team, und die beiden starteten gemeinsam im Leichtgewichts-Doppelzweier. Beim World Rowing Cup in München gab das Duo sein Debüt und erreichte gleich das A-Finale. Beim A-Finale am 29. Mai in München belegten die beiden in 7:07,380 Minuten den fünften Platz. Beim zweiten World Rowing Cup des Jahres, der in Hamburg ausgetragen wurde, gingen sie ebenfalls an den Start und erreichten erneut das A-Finale. Hinter den Teams aus den USA und aus Deutschland belegten sie am 19. Juni in 7:12,660 Minuten den dritten Platz. Beim World Rowing Cup in Luzern konnten sie nicht an ihre Leistungen anknüpfen und erreichten nur das D-Finale, in dem sie den ersten Platz belegten. Aufgrund der meist guten Ergebnisse qualifizierte sich das dänische Duo für seine ersten Ruder-Weltmeisterschaften. Bei der Weltmeisterschaft im slowenischen Bled erreichten sie das B-Finale, in welchem sie den zweiten Platz belegten. Insgesamt belegten sie den achten Platz.
Im olympischen Jahr nahmen die beiden wieder an allen drei Austragungen des World Rowing Cups teil. Die erste Austragung war in Belgrad, wo sie das A-Finale erreichten. Mit einer Zeit von 6:57,820 Minuten belegten sie am 6. Mai den vierten Platz. Bei der zweiten Austragung, die in Luzern stattfand, qualifizierten sie sich erneut für das A-Finale. Dort mussten sie sich mit dem sechsten und damit letzten Platz zufriedengeben. In München bei der dritten Austragung konnten sie erneut ein Ausrufezeichen vor den Olympischen Spielen setzten. Im A-Finale belegten sie am 17. Juni in einer Zeit von 7:24,310 Minuten den zweiten Platz hinter dem neuseeländischen Duo bestehend aus Louise Ayling und Julia Edward. Durch ihre guten Leistungen gemeinsam mit Juliane Rasmussen wurde das Team vom Danmarks Idrætsforbund für die Olympischen Sommerspiele 2012 nominiert. Das Duo erreichte das Finale und verpasste dort in 7:15,53 Minuten als Vierte eine Medaille.
In den beiden Jahren nach Olympia nahm das Team weder an Weltmeisterschaften noch an Austragungen des World Rowing Cups teil. In der Saison 2015 kehrte das Duo wieder zum World Rowing Cup zurück. Bei der zweiten Austragung des Jahres, die im italienischen Varese stattfand, feierten sie ihr Comeback. Sie verpassten aber das A-Finale und belegten im B-Finale den dritten Platz. Bei der dritten Austragung in Luzern verpassten sie erneut das A-Finale und belegten im B-Finale den dritten Platz. Trotzdem gingen sie bei den Ruder-Weltmeisterschaften 2015, die auf dem Lac d’Aiguebelette ausgetragen wurden, an den Start und konnten das A-Finale erreichen. Im A-Finale erreichten sie in 7:54,590 Minuten den fünften Platz.
In der olympischen Saison nahmen Anne Lolk Thomsen und Juliane Rasmussen erneut nur an den letzten beiden Austragungen des World Rowing Cups teil. Vor den Starts beim World Rowing Cup nahmen sie an den Ruder-Europameisterschaften 2016, die auf der Regattastrecke Beetzsee in Brandenburg an der Havel ausgetragen wurden, teil. Sie erreichten das A-Finale und belegten dort am 8. Mai in einer Zeit von 7:54,590 Minuten den fünften Platz. Bei der zweiten Austragung des World Rowing Cups in Luzern erreichte das Duo das A-Finale und belegte in einer Zeit von 7:13,260 Minuten den fünften Platz. In Posen fand die dritte Austragung statt, und sie konnten erneut das A-Finale erreichen und mussten sich am 19. Juni in 6:49,100 Minuten nur dem niederländischen Duo bestehend aus Ilse Paulis und Maaike Head geschlagen geben. Vom Danmarks Idrætsforbund wurden sie erneut für die Olympischen Spiele nominiert. Auf der Lagoa Rodrigo de Freitas erreichte das Duo nur das B-Finale und belegte in diesem den dritten Platz. Somit belegten die Däninnen schlussendlich den neunten Platz.